# ظفرآباد (بخش مرکزی دلفان)
ظفرآباد یک روستا در ایران است که در دهستان نورآباد (دلفان) واقع شده‌است. ظفرآباد ۷۱۶ نفر جمعیت دارد.